# Kama (cantautore)
Kama, pseudonimo di Alessandro Camattini (Desio, 9 febbraio 1976), è un cantautore italiano.
Oltre ad essere stato batterista e cantante del gruppo musicale Scigad, ha pubblicato tre album da solista.

## Biografia

### Scigad
Ha militato per 8 anni nella band Indie rock brianzola degli Scigad, suonando la batteria e cantando. Partecipano a numerosi festival in Italia facendo da supporto ad artisti come Carmen Consoli, Bluvertigo, e B.B. King.

### Solista (2003-presente)
Nel 2003 Alessandro Camattini, con lo pseudonimo Kama, pubblica un Ep dal titolo Uno Specchio un lavandino contenente cinque brani originali e una rivisitazione de "I Poeti" di Pierangelo Bertoli
L'album viene riceve buone recensioni e lo porta a firmare un contratto con Eclectic Circus / V2.
Il 2 settembre 2006 pubblica il suo disco solista dal titolo Ho detto a tua mamma che fumi. L'album, composto da 12 brani cantati in italiano, è stato prodotto da Lorenzo Corti e suonato ed arrangiato dallo stesso Kama con Lorenzo Corti, mixato da Paolo Mauri e masterizzato da Stefano Barzan. Il giugno precedente era stato diffuso il videoclip del primo singolo Ostello Comunale, diretto da Fabio Luongo seguito poi da altri due singoli Icaro e Sapore Sapido con relativi videoclip diretti da Daniel Marini.
Successivamente si imbarca in un tour che lo porta di oltre 100 date, tra le quali una al MI AMI Festival, ed altre come opening act di Max Gazzè, Marta sui Tubi, Paolo Benvegnù e Bugo.
Nell'inverno 2007 Kama registra con Bugo la canzone L'abbigliamento di un fuochista per un tributo a Francesco De Gregori pubblicato dalla rivista Il Mucchio Selvaggio.
Sempre con Bugo partecipa alla trasmissione Larsen condotta da Giulia Blasi su Rai Futura.
Nel 2008 firma per Sony Music e pubblica il singolo Stupide Creature prodotto da Luca Mattioni. Partecipa alle selezioni finali del Festival di Sanremo con il brano Dimmelo non riuscendo tuttavia ad aggiudicarsi l'ingresso al Festival.
Nel settembre 2016 pubblica il suo secondo disco da solista, si tratta de Un Signore anch'io, un album anticipato dal singolo Sentirsi come Robert de Niro, il cui videoclip è stato diretto da Andrea Sartori.
A maggio 2017 due brani di Kama, Acqua e Caffè scorretto, vengono inseriti nel film/documentario I Pesci Combattenti che racconta il percorso e la preparazione di sette campioni di nuoto per i XV Giochi paralimpici estivi di Rio de Janeiro scritto e diretto da Riccardo Barlaam.
Il 31 ottobre pubblica il videoclip del brano Città Paradiso, un piccolo corto ispirato alle animazioni di Tex Avery, opera del regista Andrea Sartori.
Il 20 dicembre 2019 viene pubblicato su Facebook un singolo dal titolo Un gioco in cui ti senti grande, accompagnato da un videoclip girato da Andrea Sartori in Piazza del Duomo a Milano.
Il 16 novembre 2024 viene pubblicato il singolo ‘“Dalla certezza alla Puodarsità”” seguito a distanza da una settimana dalla diffusione sul canale YouTube del relativo videoclip. Un singolo distante dagli album precedenti in cui rap ed elettronica segnano un punto di svolta nella produzione artistica del cantautore brianzolo. 

## Discografia

### Album in studio
- 2006 –  Ho detto a tua mamma che fumi
- 2016 –  Un Signore anch'io
- 2024 –  Dalla certezza alla puodarsità

### EP
- 2004 –  Uno specchio un lavandino

## Videografia

### Videoclip
- 2006 - Ostello Comunale
- 2006 - Icaro
- 2006 - Sapore Sapido
- 2016 - Sentirsi come Robert De Niro
- 2017 - Città Paradiso
- 2018 - Acqua
- 2019 - Un Gioco in cui ti sentì grande
- 2024 - Dalla Certezza alla Puodarsità
- 2024 - Banane
- 2024 - Come Falene (feat. Lele Battista)